# 差尔巴利亚拉姆差里
差尔巴利亚拉姆差里（英语：Charbaria Lamchari）是孟加拉国巴里萨尔专区巴里萨尔县的一个村庄。